# 아랍에미리트 국가 올림픽 위원회
아랍에미리트 국가 올림픽 위원회(아랍어: الامارات العربية المتحدة اللجنة الأولمبية الوطنية, 영어: United Arab Emirates National Olympic Committee)는 아랍에미리트를 대표하는 국가 올림픽 위원회이다. IOC 코드는 UAE이다. 본부는 두바이에 있으며 아시아 올림픽 평의회에 소속되어 있다.
1979년에 설립했으며 1980년에 국제 올림픽 위원회의 승인을 받았다. 올림픽, 아시안 게임을 비롯한 국제 스포츠 대회에 참가하는 아랍에미리트의 선수들을 대표한다.